# Katrine Lunde
Katrine Lunde (tidigare Haraldsen), född 30 mars 1980 i Kristiansand, är en norsk handbollsmålvakt.

## Klubbkarriär
Katrine Lunde började sin karriär i Hånes, och spelade sedan i Kristiansands IF och IK Vågs handbollssektion, som senare bytte namn till Vipers Kristiansand. Lunde blev sedan proffs i Aalborg DH. Hon vann Champions League med Viborgs HK 2009 och 2010. 2010 anslöt hon till ungerska Győri Audi ETO KC. Där blev hon gravid 2014 och gjorde ett speluppehåll från augusti 2014 till april 2015. 2015 anslöt hon till ryska storklubben Rostov-Don. Efter två år i Ryssland återvände hon till Norge. Hon spelar sedan 2017 åter för Vipers Krstiansand. I maj 2019 drabbades hon av en korsbandsskada och började spela igen i september 2020. Hon var gravid hösten 2020 men fick missfall, och deltog sedan i EM 2020 i Danmark.

## Landslagskarriär
Lunde debuterade i landslaget redan den 26 september 2002 mot dåvarande Jugoslavien.
Främsta meriterna är två raka OS-guld i samband med OS 2008 i Peking och 2012 i London. Vid OS 2016 i Rio de Janeiro blev det en bronsmedalj för Lunde. Hon vann ännu en bronsmedalj vid OS 2020 men 2024 erövrade hon sin tredje guldmedalj i OS med Norge.
2014 födde Katrine Lunde sitt första barn och spelade inte i EM 2014, VM 2015 eller EM 2016.
Meriterna från VM är stora med VM-guld 2011 och 2021, silver 2007 2017 och 2023, och ett brons 2009.
EM-meriterna är hela 6 EM-guld varav 4 i rad 2004, 2006, 2008 och 2010 och sedan ånyo guld 40 år gammal 2020, och sen även 2022. 2002 och 2012 blev det silver i EM för Lunde. 
Hon var med och försvarade OS-bronset 2020 i Tokyo, och blev då också invald i turneringens All-Star Team.

## Meriter i klubblag
- EHF Champions League:
  -  2009, 2010, 2013, 2014, 2021, 2022 och 2023
  -  2012
- EHF-Cupen:
  -  2017
  -  2018
- Norska ligan:
  -  2018, 2019, 2020, 2021, 2022 och 2023
- Norska cupen:
  -  2017, 2018, 2019, 2020, 2021 och 2022/23
- Danska ligan:
  -  2008, 2009 och 2010
- Danska cupen:
  -  2007 och 2008
- Ungerska ligan:
  -  2011, 2012, 2013 och 2014
- Ungerska cupen:
  -  2011, 2012, 2013, 2014 och 2015

## Individuella utmärkelser
- All-Star Team OS: 2008 och 2020
- MVP OS 2024
- All-Star Team EM: 2008, 2010 och 2012
- All-Star Team VM: 2017
- All-Star Team Champions League: 2019
- All-Star Team Norska ligan: 2019, 2021 och 2022
- Årets utländska spelare i Ungern: 2013
- EHF Excellence Awards Säsongens bästa målvakt: 2022/23
- EHF Excellence Awards MVP: 2022/23